# Murricia uva
Espèce
Murricia uva est une espèce d'araignées aranéomorphes de la famille des Hersiliidae.

## Distribution
Cette espèce se rencontre du Cameroun à l'Ouganda.

## Publication originale
- Foord, 2008 : Cladistic analysis of the Afrotropical Hersiliidae (Arachnida, Araneae) with the first records of Murricia and the description of a new genus from Madagascar. Journal of Afrotropical Zoology, vol. 4, p. 111-142.